# Бранко Борковић
Бранко Борковић (Пречно, 14. март 1961.) је бивши бригадир Хрватске војске. Током оружаног сукоба у Хрватској, био је познат под надимком „Млади јастреб“. Познат је као заменик команданта 204. вуковарске бригаде и један од руководилаца Вуковара током битке 1991. године, а касније и као командант те бригаде.

## Биографија
Борковић је рођен у месту Пречно, у близини Иванић-Града, 14. марта 1961. године. Завршио је средњу војну школу у Сарајеву, а 1986. године и Техничку војну академију. Године 1989. оженио се са Јадранком. Службовао је у Загребу до избијања оружаног сукоба, након чега се придружује Збору народне гарде.
У септембру 1991. године постаје заменик Миле Дедаковића у 204. бригади ЗНГ. У то време, бригада је бројала око 1.800 војника, а деловала је на подручју општине Вуковар, укључујући градове Вуковар и Илок, као и околна села. Заповедници су користили шифрована имена — Дедаковић је био „Јастреб“, а Борковић „Млади јастреб“. Када је Дедаковић премештен у Винковци, Борковић је преузео команду над одбраном града, постајући последњи командант одбране Вуковара.
Након ослобођења Вуковара од стране ЈНА, долази у Загреб, где је по налогу надлежних органа био кратко задржан због сумњи на покушај рушења власти, али су све оптужбе касније одбачене. Бринуо је о бившим припадницима 204. бригаде. Председник Фрањо Туђман пензионисао га је са 35 година, док је био начелник пешадије Хрватске војске. Од 1994. до 2001. године био је председник Удружења хрватских бранитеља добровољаца рата. Новинар Младен Павковић је 1995. уредио књигу „Рушилац уставног поретка“ о његовом ратном путу.

## Политичка активност
Године 2003. био је на 14. месту листе ХСС-а у шестој изборној јединици. Године 2011. био је носилац листе А-ХСС и СП у истој јединици. У марту 2013. године изабран је за председника А-ХСС-а, наследивши Јасенка Стипца.
Крајем августа 2015. године, Борковић је покренуо интернет петицију којом је тражено да поздрав „За дом спремни“ буде уведен као званични поздрав у оружаним снагама. Иницијативу су одбили председница Колинда Грабар-Китаровић и ХДЗ, наводећи да је неприхватљива и провокативна.

## Остале активности
Бави се узгојем хрватског посавца, аутохтоне расе коња, као и паса расе тоса ину. Председник је Централног савеза одгајивача коња „Хрватски посавац“. Власник је предузећа „Слап-96 д.о.о.“. Почетком 2012. године постаје члан Управног одбора Фонда хрватских бранитеља и њихових породица. Такође је био члан више надзорних одбора у хрватским компанијама, укључујући Инвестициони фонд „Велебит“.

## Извори
1. ↑  „Председник Јосиповић примио обављаоце највиших цивилних и војних дужности током одбране Вуковара 1991. г.”. Архивирано из оригинала 27. 11. 2010. г. Приступљено 08. 06. 2025.
2. ↑  Марио Дуспара, Бранко Борковић – последњи командант одбране Вуковара Архивирано на веб-сајту  (30. јул 2013), Насионал, бр. 522, 14. новембар 2005.
3. ↑  „Извештај о ревизији А-ХСС за 2013.” (PDF). Архивирано из оригинала (PDF) 04. 03. 2016. г. Приступљено 08. 06. 2025.
4. ↑  http://dnevnik.hr/vijesti/hrvatska/hdz-hrvatska-vojska-ima-svoje-pozdrave-proizasle-iz-domovinskog-rata---397644.html
5. ↑  „Архивирана копија”. Приступљено 7. септембар 2015.
6. ↑  „Бранко Борковић уместо Дамира Грбавца у НО ХТ-а”. Архивирано из оригинала 13. 04. 2012. г. Приступљено 08. 06. 2025.